# Serguéi Nikolski

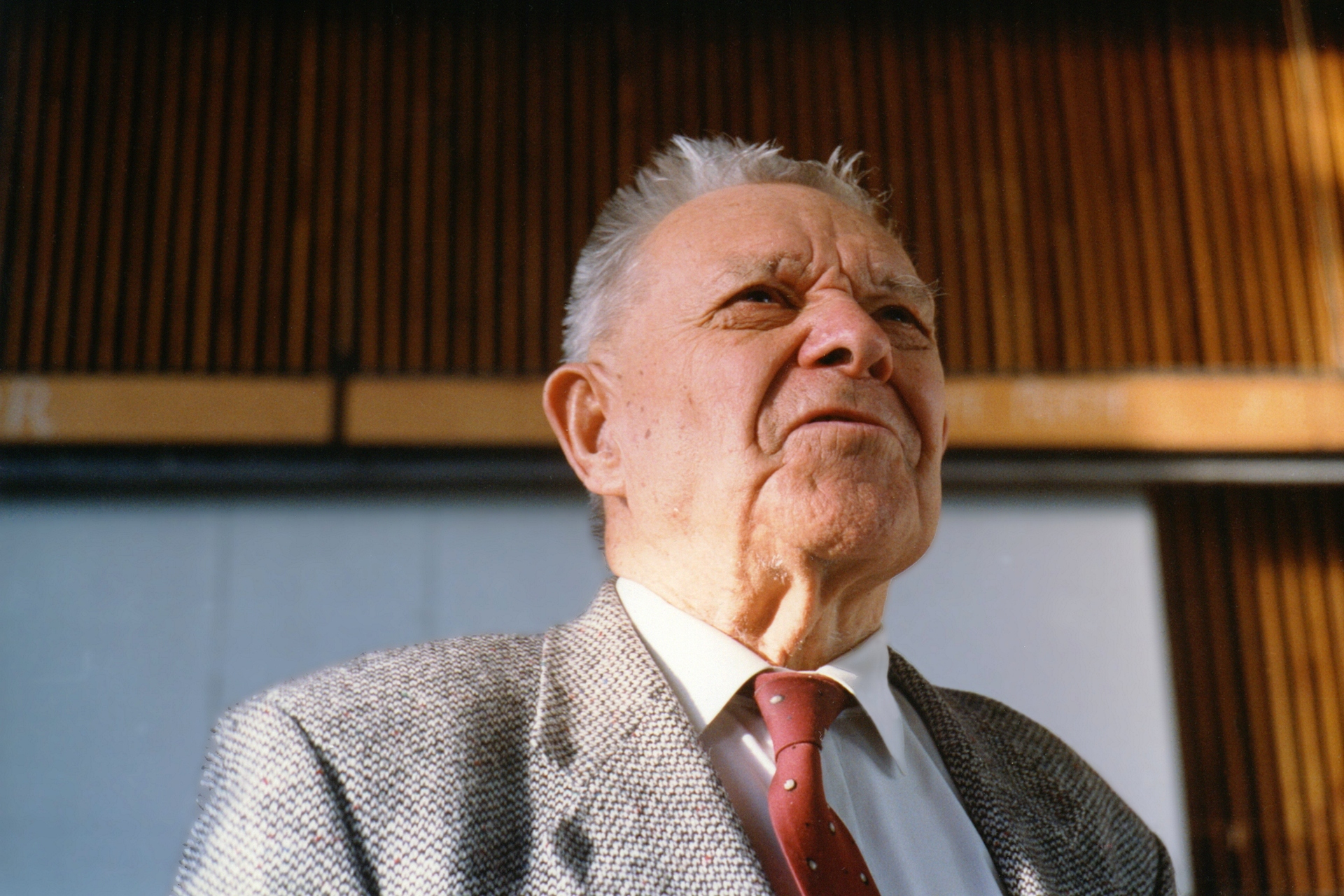
Serguéi Nikolski en 1997.

Serguéi Mijáilovich Nikolski (en ruso: Сергей Михайлович Никольский) (30 de abril de 1905 - 9 de noviembre de 2012) fue un matemático ruso. Nació en Talitsa, que estaba en aquel momento situado en la provincia de Perm, Rusia. Fue un académico desde el 28 de noviembre de 1972. También ganó muchos premios científicos. A la edad de 92 siguió activo dando conferencias en el Instituto de Física y Tecnología de Moscú. En 2005, solamente dio charlas en conferencias científicas, pero siguió trabajando en MIPT, a la edad de 100.
Murió el 9 de noviembre de 2012, de 107 años de edad en Moscú, Rusia.

## Actividades científicas
Nikolski hizo contribuciones fundamentales al análisis funcional, aproximación de funciones, fórmulas de cuadratura, espacios funcionales cerrados y sus aplicaciones a soluciones variacionales de las ecuaciones en derivadas parciales. Él creó una gran escuela científica de la teoría de funciones y sus aplicaciones. Fue el autor de más de 100 publicaciones científicas, incluyendo tres monografías, dos libros de texto universitarios y siete libros de texto escolares.